# Géographie de la Vallée d'Aoste
La géographie de la Vallée d'Aoste présente les caractéristiques de la plus petite région d'Italie, située au cœur des Alpes sur le bassin versant de la Doire Baltée.

## Données générales

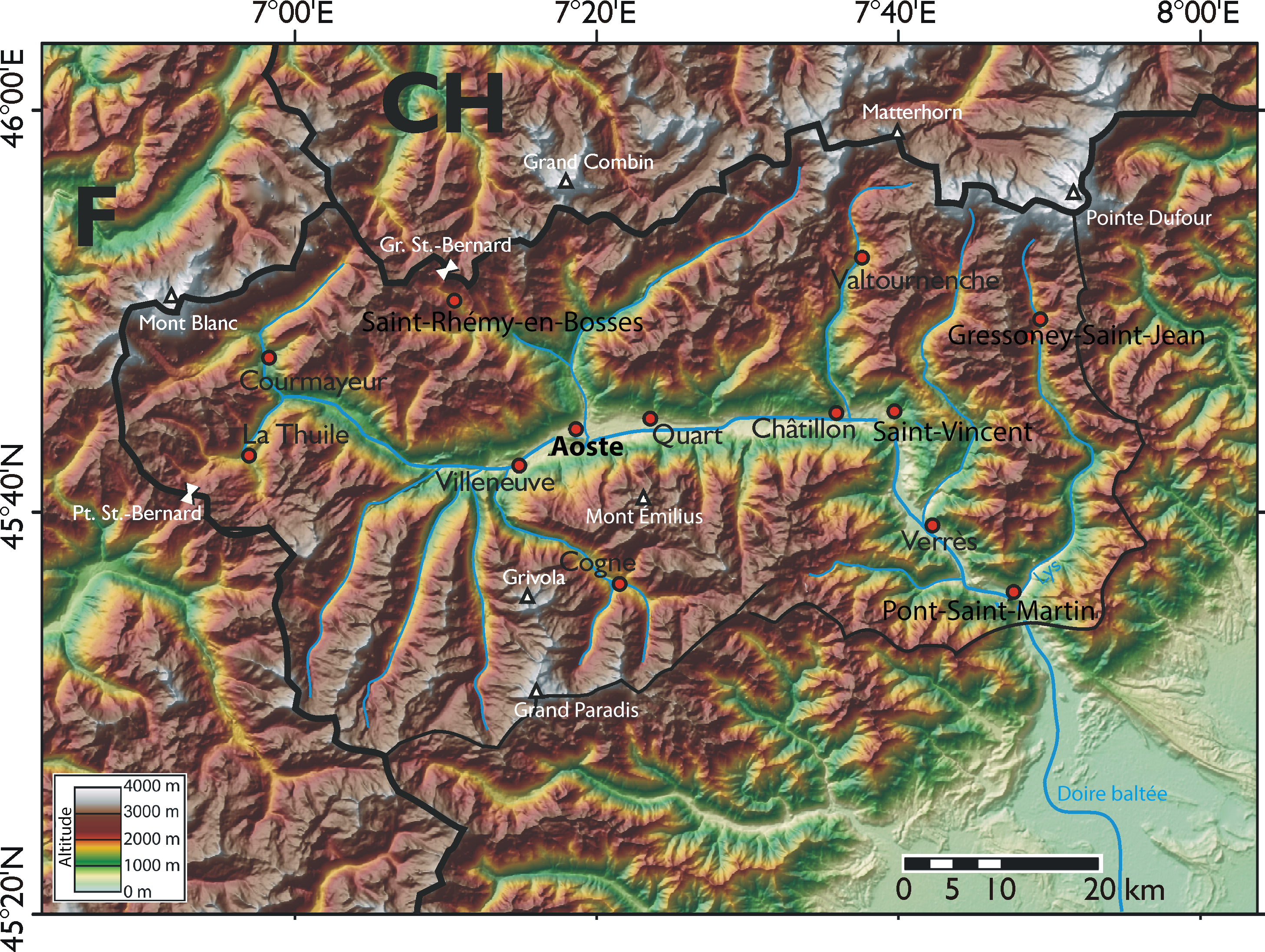
Modèle numérique de terrain de la Vallée d'Aoste.

La région historique et géographique de la Vallée d'Aoste correspond au territoire de l'actuelle région autonome Vallée d'Aoste, du diocèse d'Aoste et du bassin versant de la Doire Baltée, à l'extrémité nord-occidentale de l'Italie.
Ce territoire jouxte au nord le canton suisse du Valais, à l'ouest les départements français de la Savoie et de la Haute-Savoie, au sud et à l'est le Piémont.
La région est entièrement montagneuse avec une altitude minimum de 345 mètres à Pont-Saint-Martin et une altitude maximum de 4 806 mètres au mont Blanc, ce dernier étant traditionnellement considéré comme le « toit de l’Europe ». L'altitude moyenne est de 2 400 mètres.
Elle occupe une superficie de 3 263 kilomètres carrés, délimitée par un périmètre montagneux où se trouvent tous les sommets de plus de 4 000 mètres des Alpes italiennes : le massif du Grand-Paradis au sud, le mont Blanc à l'ouest, le massif du Grand-Combin (entièrement en territoire suisse) au nord, le Cervin et le massif du mont Rose au nord-est.
Les coordonnées géographiques des extrémités de la région sont :
- nord 45° 59′ 16″ N, 7° 34′ 11″ E - qui correspond à la Tête Blanche (3 724 mètres), sommet du Valpelline, à la frontière avec la Suisse ;
- ouest 45° 46′ 49″ N, 6° 48′ 03″ E - qui correspond à l'aiguille des Glaciers (3 817 mètres), sommet du massif de Tré-la-Tête, à la frontière avec la France ;
- est 45° 38′ 35″ N, 7° 56′ 23″ E - près du mont Mars (2 600 mètres), dans les Préalpes biellaises (Biella), à la frontière avec le Piémont ;
- sud 45° 28′ 03″ N, 7° 06′ 15″ E - près de la pointe de la Galise (3 345 mètres), sommet faisant partie des Alpes grées, à la frontière avec la France et le Piémont.

## Géologie
Le territoire valdôtain a été fortement influencé par les processus de formation de la chaîne des Alpes, qui présente ici ses sommets les plus élevés. Près de Courmayeur passe le front pennidique, une ligne de faille où, par le glissement entre la plaque européenne et la plaque africaine, eut lieu la formation des Alpes.

## Orographie

### Montagnes

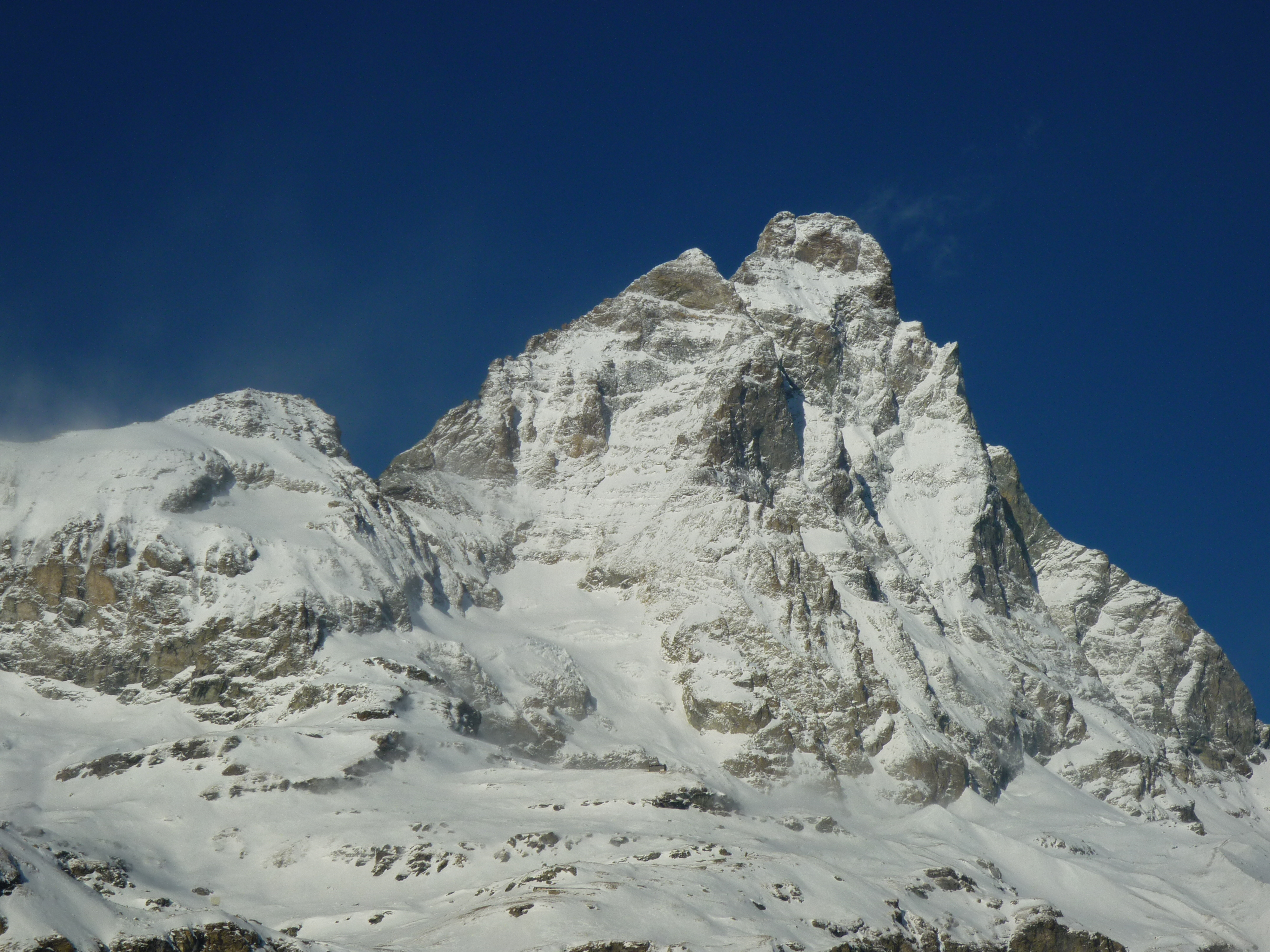
Le Cervin depuis le Breuil (haut Valtournenche).

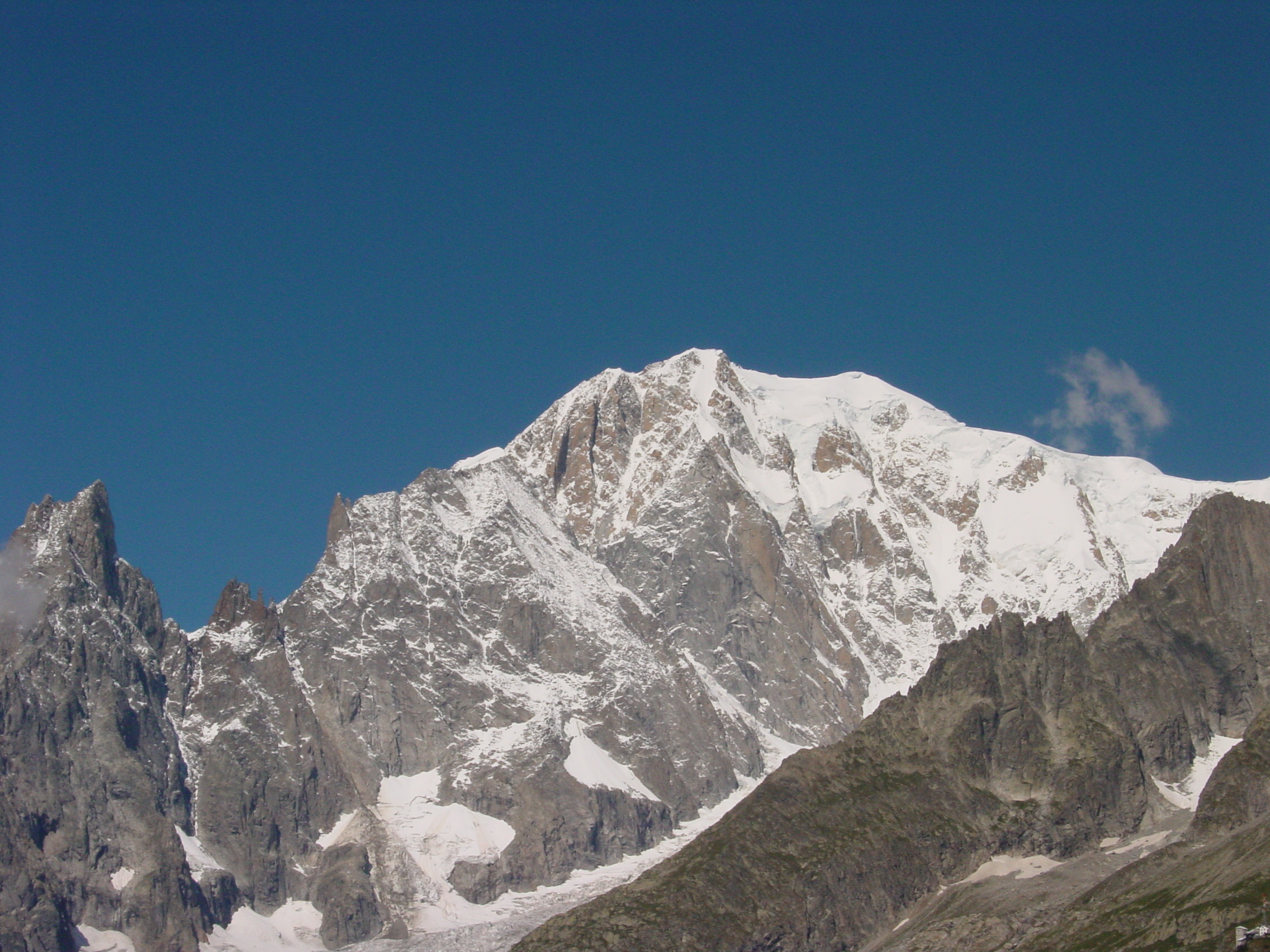
Le mont Blanc.

Les montagnes valdôtaines sont célèbres. Elles s'égrènent tout au long du périmètre de la région, et se divisent en grées et pennines de part et d'autre de la Doire Baltée et le massif du Mont-Blanc au-delà des vals Vény et Ferret.
Plus précisément, au nord, le long de la frontière avec le Valais, se trouvent les Alpes du Grand-Combin, les Alpes du Weisshorn et du Cervin et les Alpes du mont Rose, qui appartiennent aux Alpes pennines.
À l'ouest, le long de la frontière française, se trouvent les Alpes du Mont-Blanc, qui font partie des Alpes grées.
Au sud, à la limite avec le Piémont, on trouve les Alpes du Grand-Paradis, qui font partie elles aussi des Alpes grées.
À l'est, enfin, se trouvent les Alpes biellaises, qui appartiennent aux Alpes pennines.
Les sommets valdôtains ont été le théâtre des exploits de l'alpinisme, avec la conquête du mont Blanc (1786) ou celle du Cervin (1865), jusqu'à nos jours.
Aujourd'hui les montagnes sont aussi une destination touristique, pour se consacrer à la pratique de la randonnée ou à celle de l'alpinisme.
Plusieurs sommets valdôtains dépassent les 4 000 mètres d'altitude :
- le mont Blanc - 4 806 mètres ;
- le mont Blanc de Courmayeur - 4 784 mètres ;
- le Liskamm oriental - 4 527 mètres ;
- le Liskamm occidental - 4 481 mètres ;
- le Cervin - 4 487 mètres ;
- la pointe Louis Amédée - 4 470 mètres ;
- le mont Maudit - 4 468 mètres ;
- le Ludwigshöhe - 4 342 mètres ;
- la tête Noire (en allemand Schwarzhorn) - 4 322 mètres ;
- le dôme du Goûter - 4 306 mètres ;
- le nez du Liskamm - 4 272 mètres ;
- le Grand Pilier d'Angle - 4 234 mètres ;
- le Castor - 4 221 mètres ;
- la Pyramide Vincent - 4 215 mètres ;
- la pointe Walker (Grandes Jorasses) - 4 206 mètres ;
- la pointe Whymper (Grandes Jorasses) - 4 180 mètres ;
- la Dent d'Hérens - 4 179 mètres ;
- le Balmenhorn - 4 167 mètres ;
- le Breithorn occidental (Breithorn) - 4 165 mètres ;
- le Breithorn central (Breithorn) - 4 156 mètres ;
- la Corne de la Dent d'Hérens - 4 148 mètres ;
- le Breithorn oriental (Breithorn) - 4 141 mètres ;
- l'aiguille Blanche de Peuterey - 4 112 mètres ;
- la pointe Croz (Grandes Jorasses) - 4 108 mètres ;
- la Breithornzwillinge (Breithorn) - 4 143 mètres ;
- la Grande Rocheuse - 4 102 mètres ;
- le Pollux - 4 091 mètres ;
- la pointe Félik - 4 088 mètres ;
- le Rocher noir (Breithorn) - 4 065 mètres ;
- le Gendarme crochu de la Dent d'Hérens - 4 075 mètres ;
- le mont Brouillard - 4 069 mètres ;
- la pointe Marguerite (Grandes Jorasses) - 4 065 mètres ;
- le Grand Paradis - 4 061 mètres ;
- l'aiguille de Bionnassay - 4 052 mètres ;
- la pointe Giordani - 4 046 mètres ;
- la pointe Hélène (Grandes Jorasses) - 4 042 mètres ;
- l’Épaule de la Dent d'Hérens - 4 040 mètres ;
- le Roc - 4 026 mètres ;
- la dent du Géant - 4 014 mètres ;
- la pointe Baretti - 4 013 mètres ;
- le piton des Italiens - 4 003 mètres.

Les autres sommets valdôtains importants sont :
- le mont Grivola - 3 969 mètres ;
- le Petit Paradis - 3 926 mètres ;
- l'aiguille de Tré la Tête - 3 911 mètres ;
- l'aiguille de Triolet - 3 874 mètres ;
- l'Herbétet - 3 778 mètres ;
- l’aiguille Noire de Peuterey - 3 773 mètres ;
- l'aiguille de Leschaux - 3 759 mètres ;
- la Roche vive - 3 650 mètres ;
- le Charforon - 3 642 mètres ;
- le mont Dolent - 3 820 mètres ;
- le mont Émilius - 3 559 mètres ;
- la pointe Tersive - 3 513 mètres ;
- le pic de Luseney - 3 504 mètres ;
- le pic Vannetta - 3 361 mètres ;
- la Grande Rochère - 3 326 mètres ;
- le pic de Nona - 3 142 mètres ;
- le mont Fallère - 3 061 mètres.

### Cols

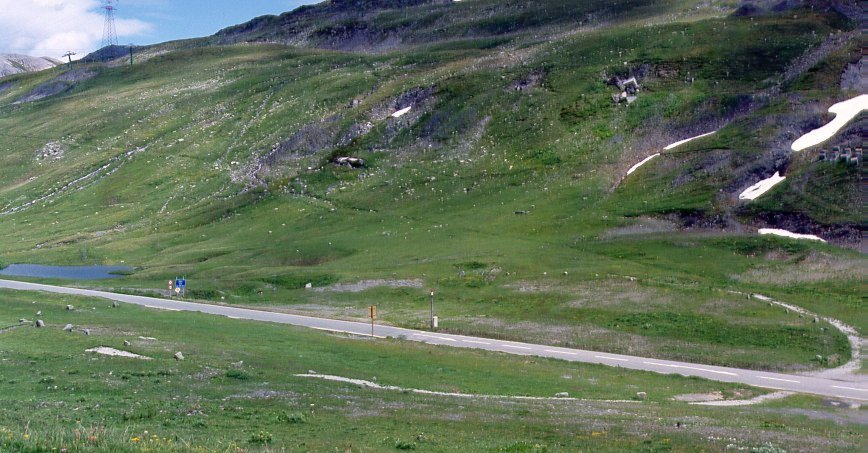
Le col du Petit-Saint-Bernard.

En Vallée d'Aoste, région montagneuse et de frontière, les cols — voies de communication alpines — ont toujours joué un rôle-clé. Aujourd'hui encore, en dépit de la présence de tunnels, ils gardent leur importance non seulement d'un point de vue historique et géographique, mais aussi pour leur intérêt traditionnel et touristique.
Les principaux cols reliant le Val d'Aoste aux vallées adjacentes sont :
- le col du Petit-Saint-Bernard vers la Savoie en France ;
- le col du Grand-Saint-Bernard vers le val d'Entremont en Valais, en Suisse.

D'autres cols sont importants, notamment :
- le col du Bätt ;
- le col Carrel ;
- le col Collon ;
- le Grand col Ferret ;
- le Petit col Ferret ;
- la fenêtre de Champorcher ;
- le col de Joux ;
- le col du Lys ;
- le col de la Grande Mologne ;
- le col du Nivolet ;
- le col d'Olen ;
- le col des Salati ;
- le col d'Arpy ;
- le col de la Seigne ;
- le col du Théodule ;
- le col de Valdobbia ;
- le col de Saint-Pantaléon.

### Vallées latérales

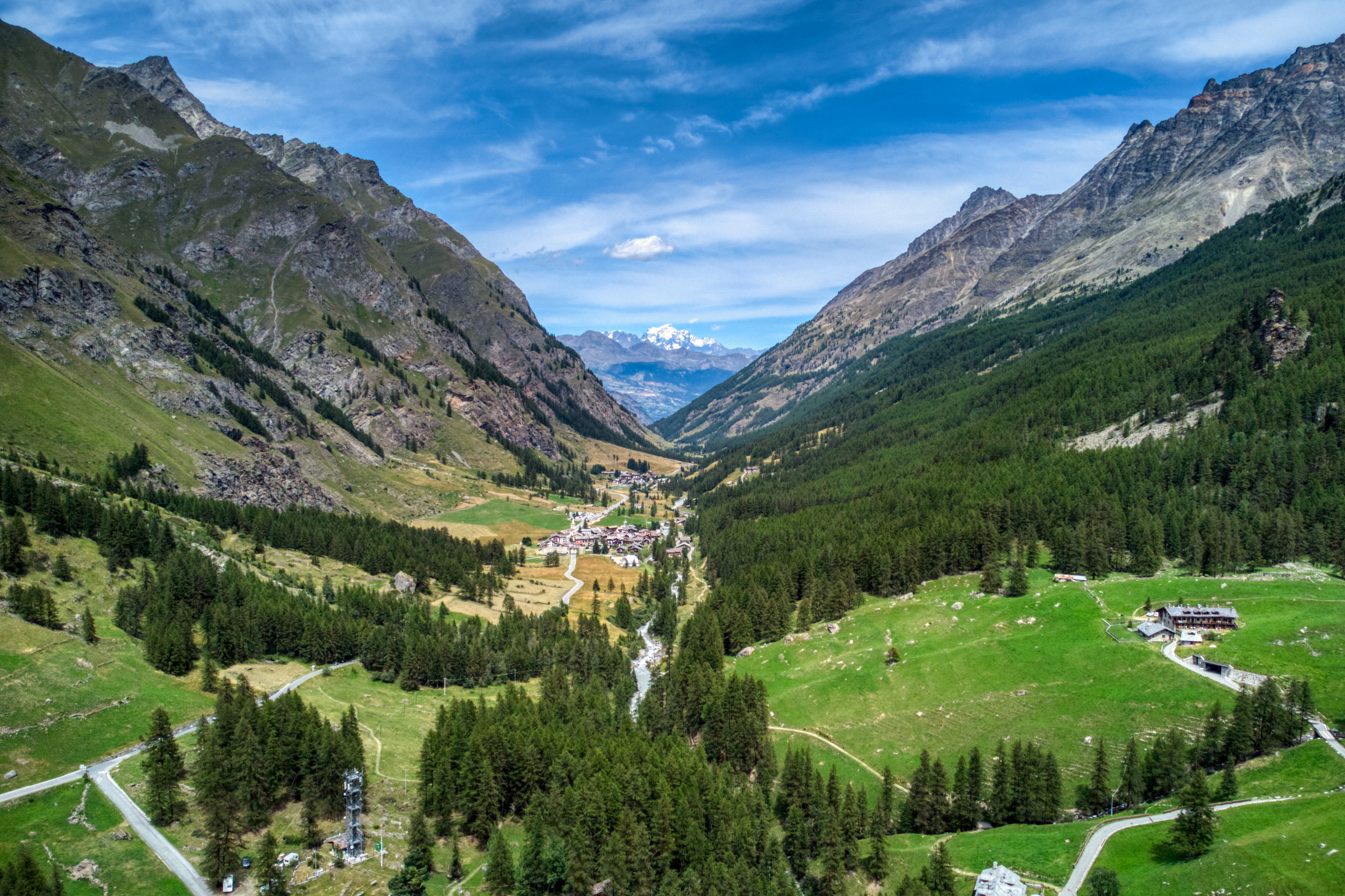
Le haut val de Rhêmes.

Le sillon principal de la Vallée d'Aoste est constitué par le cours de la rivière Doire Baltée, qui se jette dans le Pô. Il s'agit d’une vallée glaciaire — en forme de « U » — fermée plusieurs fois par des cluses et par les restes d'anciennes moraines.
À partir de la vallée centrale, des vallées latérales s'ouvrent de part et d'autre.
De la haute vallée vers la basse vallée, on rencontre les vallées latérales suivantes :
- vallées à la gauche orographique (adret) :
  - val Ferret,
  - combe de Vertosan,
  - vallée du Grand-Saint-Bernard,
  - Valpelline,
  - vallon de Saint-Barthélemy,
  - Valtournenche,
  - val d'Ayas,
  - vallée du Lys, ou vallée de Gressoney ;
- vallées à la droite orographique (envers) :
  - val Vény,
  - vallon de La Thuile,
  - Valgrisenche,
  - val de Rhêmes,
  - Valsavarenche,
  - val de Cogne, qui se divise en quatre vallées :
    - Valnontey,
    - vallon de Grauson,
    - vallon de l'Urtier,
    - Valeille,

  - val Clavalité,
  - vallée de Champdepraz,
  - vallée de Champorcher.

La partie de la vallée centrale, avec les vallées latérales concernées, à l'ouest de Pierre-Taillée (près de Runaz) se dénomme Valdigne. Celui-ci comprend donc également le val Ferret, le val Vény et le vallon de La Thuile.

## Hydrographie

### Glaciers

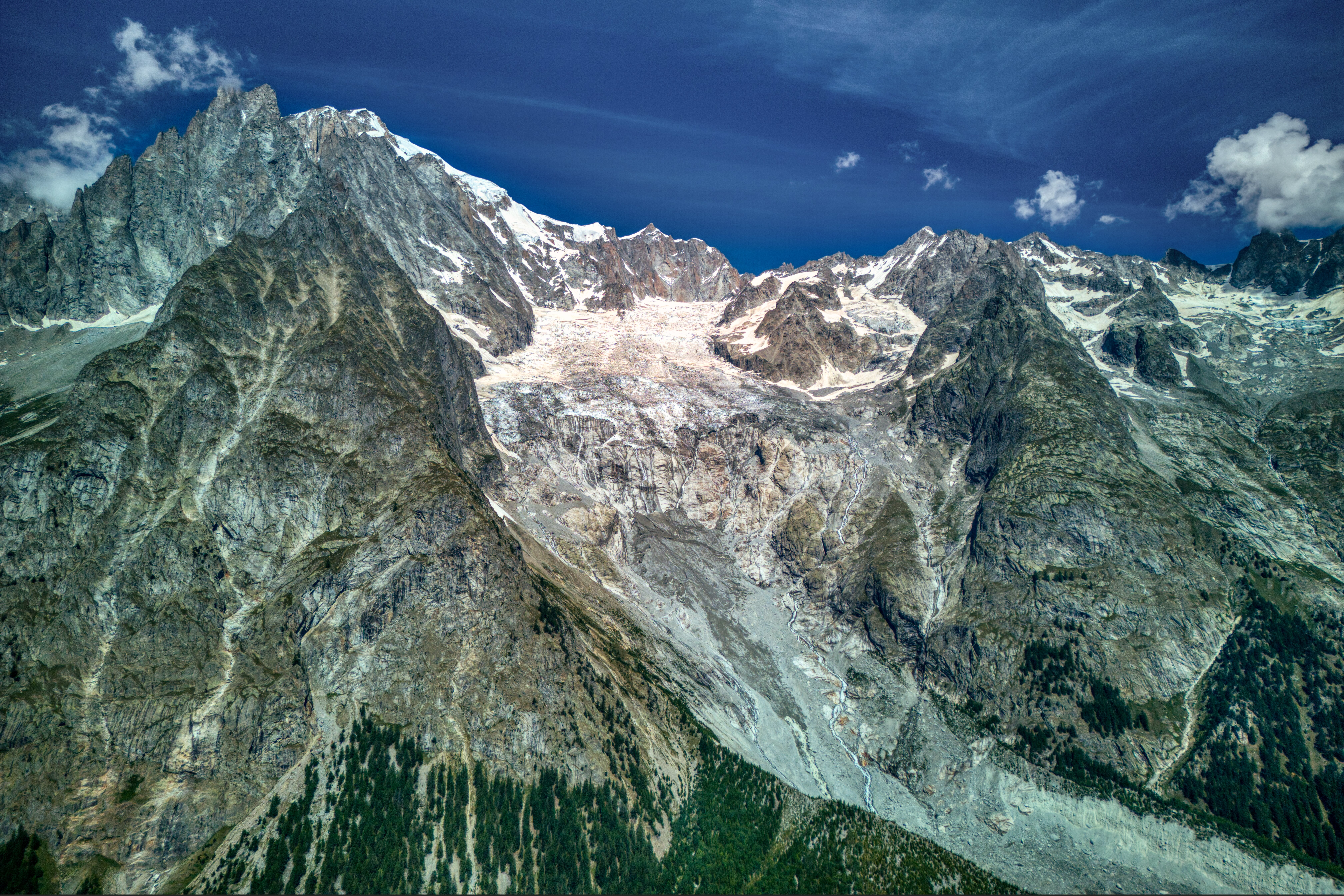
Le glacier de la Brenva.

4 % environ de la superficie valdôtaine est recouverte par des glaciers, qui sont presque au nombre de 200. Toutefois, au cours des dernières décennies ils sont en train de se retirer.
Les glaciers les plus importants sont :
- le glacier de la Brenva dans le massif du Mont-Blanc ;
- le glacier du Château blanc, bien visible depuis Aoste et la moyenne vallée ;
- le glacier des Grandes Murailles dans les Alpes pennines ;
- le glacier du Lys dans les Alpes pennines ;
- le glacier du Miage dans le massif du Mont-Blanc ;
- le glacier du Ruitor au pied de la Tête du Ruitor ;
- le grand glacier de Verraz au fond du val d'Ayas.

### Fleuves et torrents

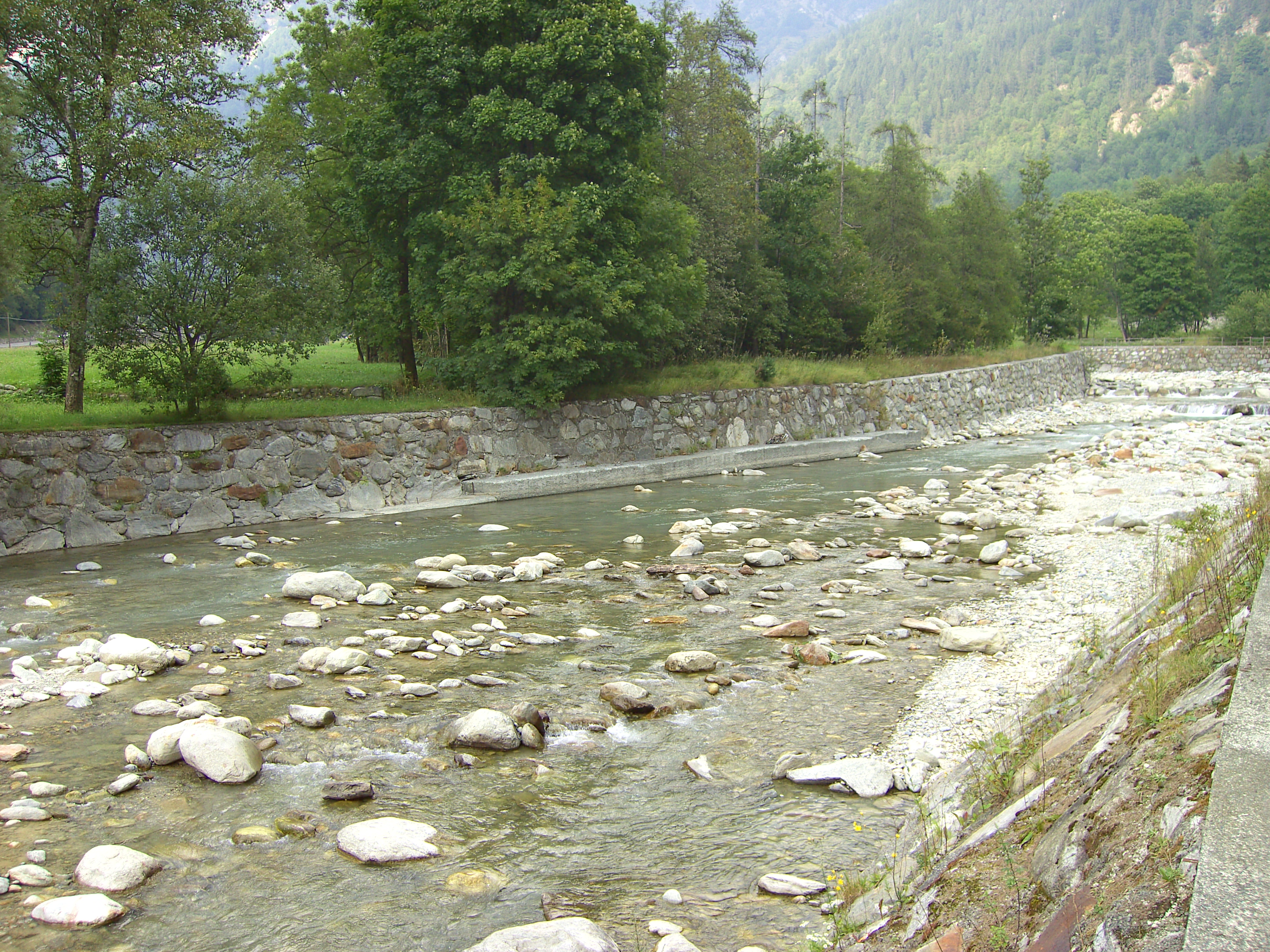
Le torrent Lys près de Gaby.

La Doire Baltée traverse entièrement la Vallée d'Aoste de l'ouest à l'est. Elle naît du glacier de la Brenva, au val Vény, mais prend son nom à la confluence entre la Doire de Ferret, qui descend du glacier de Pré de Bar et la Doire de Vény (du glacier du Miage). Elle reçoit ensuite les eaux de tous les torrents des vallées latérales, côtoie la ville d'Aoste et poursuit son cours à travers la basse vallée, caractérisée par des rapides et des cluses, jusqu'à la plaine du Pô, au Piémont. Elle se jette dans le Pô près de Crescentino.
Les principaux affluents de la Doire Baltée sont :
- la Doire de Valgrisenche — affluent de droite — descend du Valgrisenche et conflue près d'Arvier ;
- la Doire de Rhêmes — affluent de droite — descend du val de Rhêmes et conflue dans le Savara près d'Introd ;
- le Savara — affluent de droite — descend du Valsavarenche et conflue près d'Introd ;
- la Grand Eyvia — affluent de droite — descend du val de Cogne et conflue près d'Aymavilles ;
- le Buthier — affluent de gauche — descend du Valpelline et conflue près d'Aoste ;
- le Marmore — affluent de gauche — descend du Valtournenche et conflue près de Châtillon ;
- le Chalamy — affluent de droite — descend de la vallée de Champdepraz et conflue près de Verrès ;
- l’Évançon — affluent de gauche — descend du val d'Ayas et conflue près de Fleuran (Issogne) ;
- l’Ayasse — affluent de droite — descend de la vallée de Champorcher et conflue à Hône ;
- le Lys — affluent de gauche — descend de la vallée du Lys et conflue près de Pont-Saint-Martin.

### Lacs

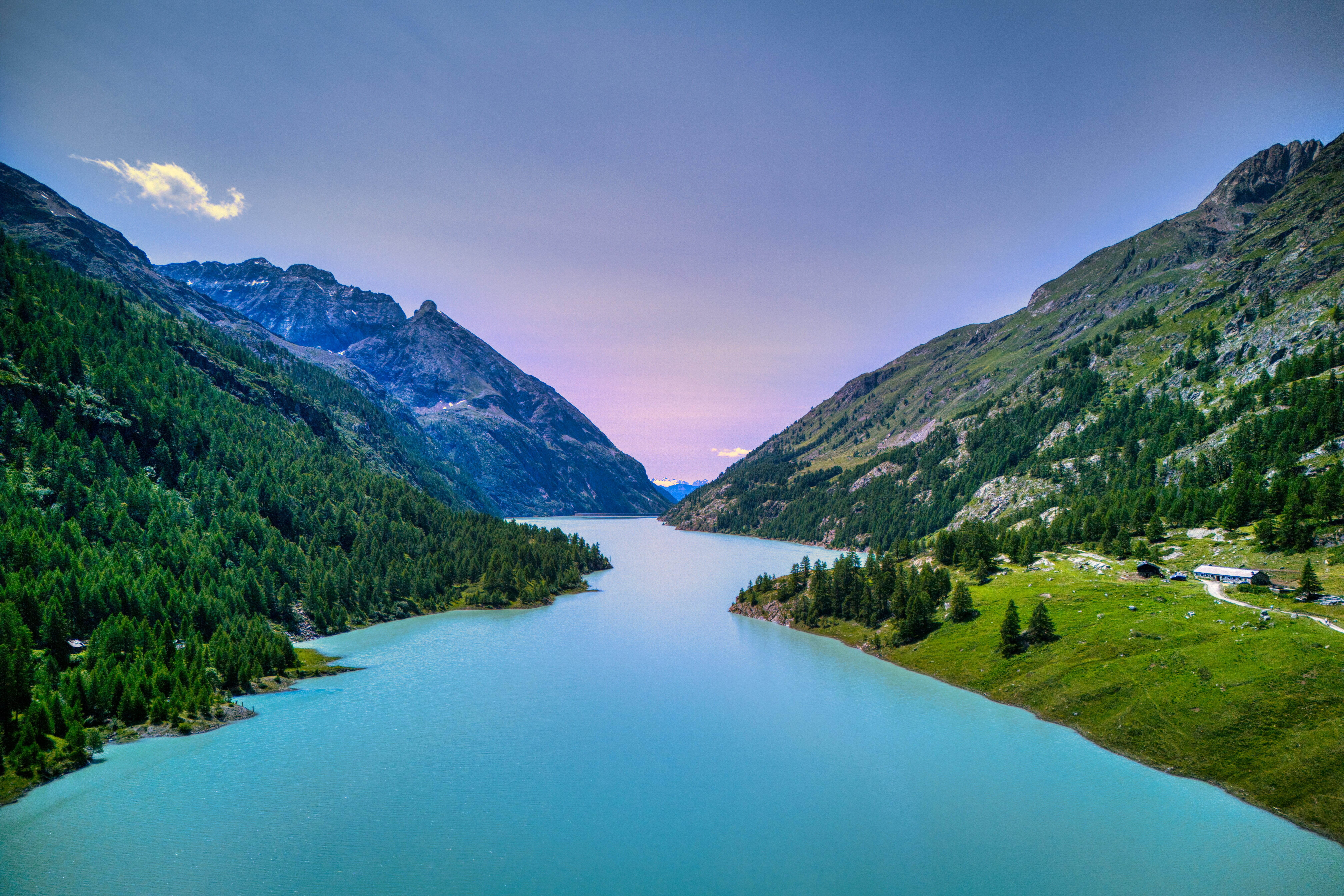
Le lac de Place-Moulin.

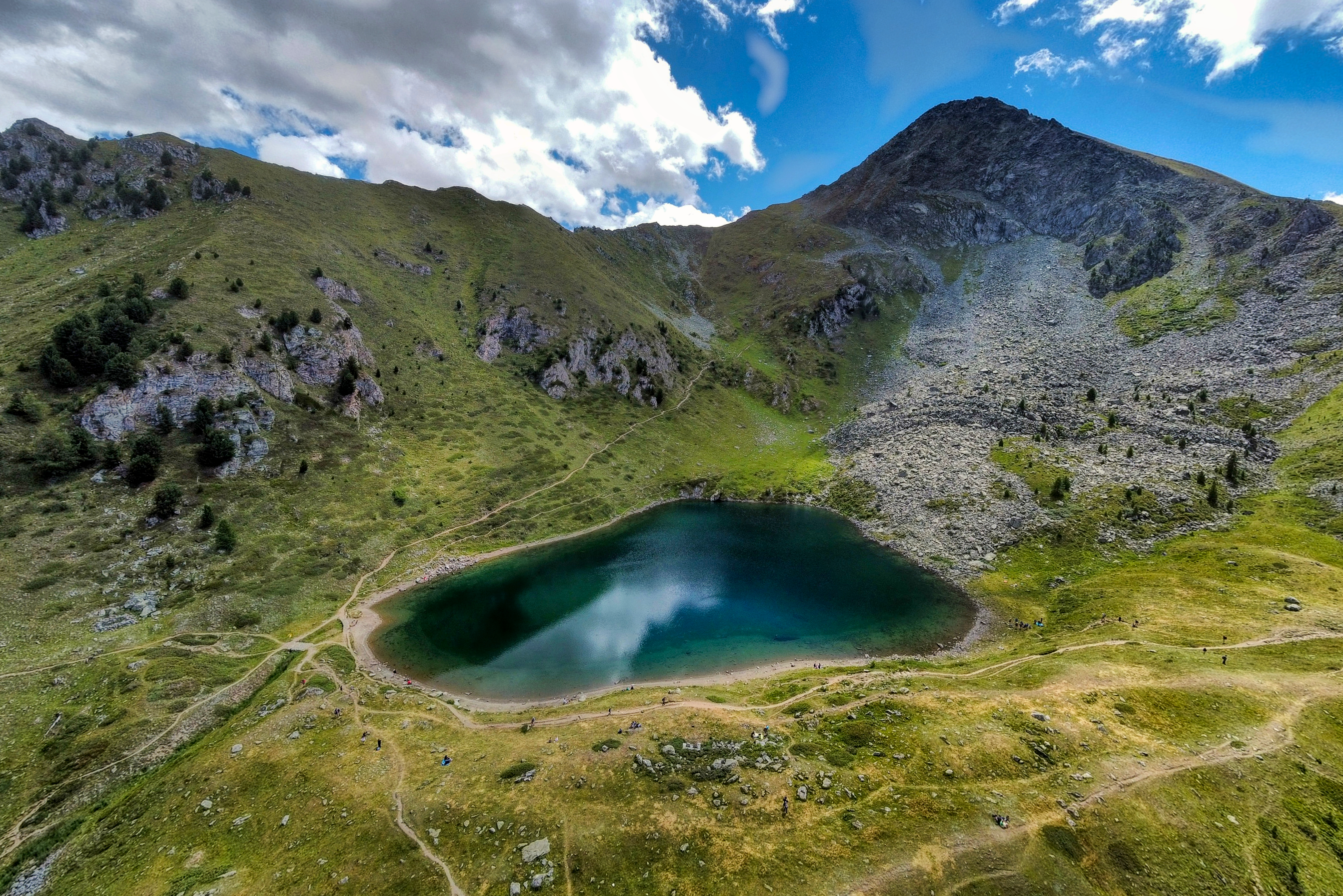
Le lac de Chamolé.

En Vallée d'Aoste, il n'y a pas de lacs de dimensions remarquables.
Les lacs valdôtains sont surtout artificiels pour la production d'énergie hydroélectrique.
- le lac de Place-Moulin, à Bionaz ;
- le lac de Beauregard, au Valgrisenche ;
- le lac de Tsignanaz, au Valtournenche.

Les lacs naturels alpins se trouvent surtout entre 2 000 et 2 700 mètres d'altitude, dans des cuvettes formées par l'érosion glaciaire. Les plus importants sont :
- le lac du Verney, dans le haut vallon de La Thuile ;
- le lac Misérin, dans la vallée de Champorcher ;
- le lac d'Arpy, dans la commune de Morgex ;
- le lac de Chamolé, en amont de Pila ;
- le lac Bleu, au Breuil.

## Climat
Le climat valdôtain est typiquement alpin, caractérisé par des étés frais et des hivers froids. La vallée centrale de la Doire Baltée est la seule à jouir de conditions climatiques plus mitigées. Pendant l'hiver on assiste à de fortes chutes de neige, mais les précipitations sont assez pauvres le reste de l'année. Pour pallier cet inconvénient, dès le haut Moyen Âge les habitants ont creusé de gros canaux d'irrigation dénommés Rûs ; ceux-ci exercent encore leur fonction aujourd’hui.
Les données issues de huit stations météorologiques valdôtaines sont les suivantes :
| Lieu | alt   | TMA   | TME  | TMI   | préc | JP |
| Aoste (place Plouves) | 583   | 10,9  | 21,3 | 0,6   | -    | -  |
| Brusson | 1 338 | 6,3   | 16,7 | - 4,3 | -    | -  |
| Courmayeur (ham. Dolonne) | 1 220 | 7,8   | 17   | - 0,9 | -    | -  |
| Gressoney-La-Trinité (loc. d'Ejòla) | 1 850 | 4     | 12,7 | - 3,6 | -    | -  |
| Gressoney-Saint-Jean (ham. Bieltschòcke) | 1 400 | 4,6   | 13,8 | - 4,8 | -    | -  |
| Nus (vallon de Saint-Barthélemy) | 1 933 | 6,1   | 14,6 | - 1,2 | -    | 72 |
| Breuil (Plateau Rosa) | 3 488 | - 5,8 | 1    | - 11  | -    | -  |
| Valpelline | 950   | 8,7   | 16,8 | 0,4   | -    | -  |
| Lieu = Station météorologique ; alt = altitude ; TMA = Températura moyenne annuelle en °C ; TME = Température moyenne estivale en °C ; TMH = Température moyenne hivernale en °C ; préc = précipitations annuelles en millimètres ; JP = Jours de pluie en un an. |       |       |      |       |      |    |

### Températures à Aoste
| Mois                                | Janv | Févr | Mars | Avr  | Mai  | Juin | Juil | Août | Sept | Oct  | Nov | Déc  | Année |
| ----------------------------------- | ---- | ---- | ---- | ---- | ---- | ---- | ---- | ---- | ---- | ---- | --- | ---- | ----- |
| Températures maximales à Aoste (°C) | 4,5  | 7,0  | 11,5 | 15,4 | 20,9 | 24,1 | 26,7 | 24,7 | 20,8 | 14,5 | 8,4 | 5,5  | 15,3  |
| Températures minimales à Aoste (°C) | -3,2 | -0,8 | 2,8  | 6,5  | 10,5 | 13,6 | 15,8 | 14,3 | 12,0 | 6,8  | 1,8 | -1,4 | 6,6   |

## Aires protégées

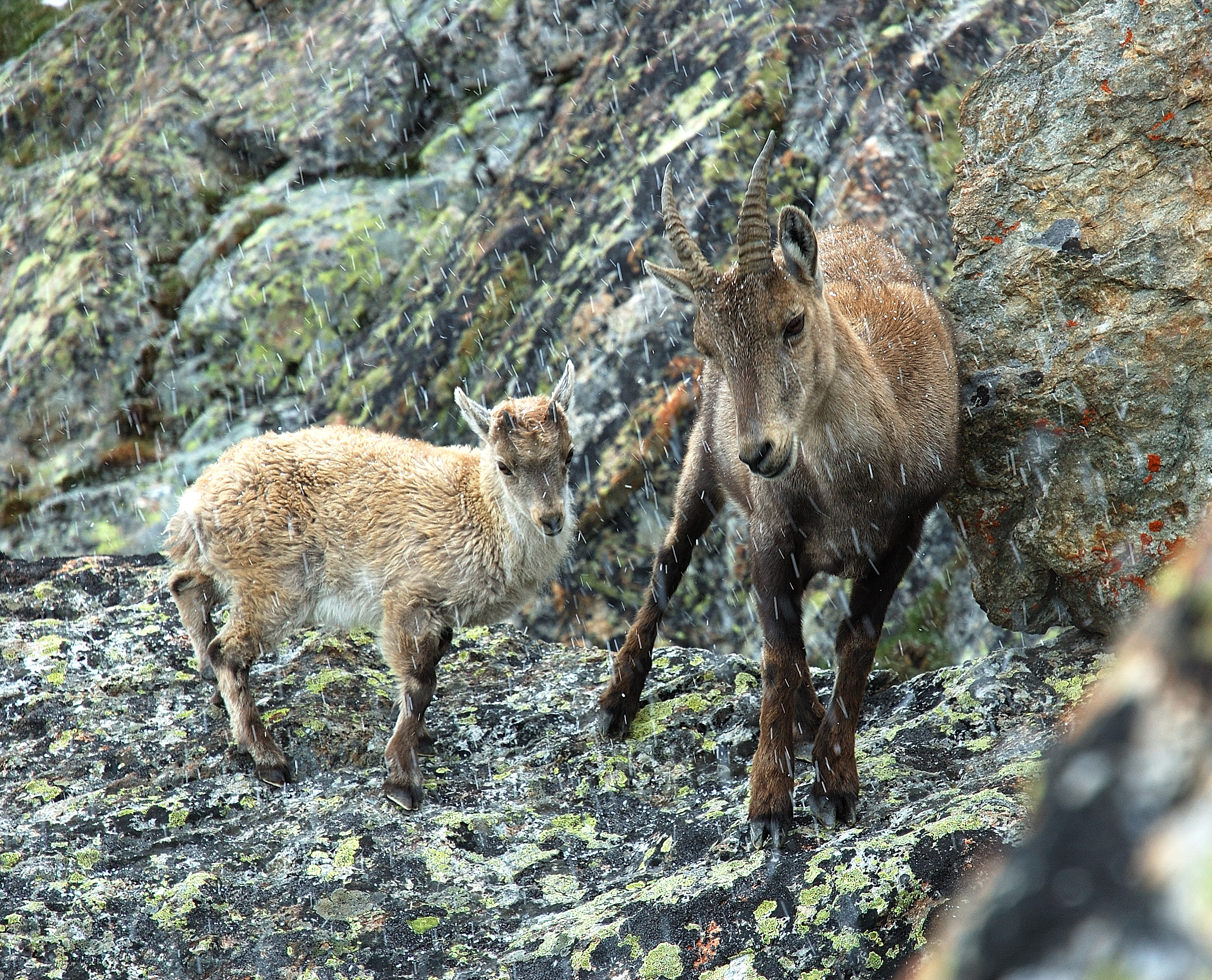
Des bouquetins au val Vény.

Pour sauvegarder le patrimoine naturel du Val d'Aoste, la richesse et la variété de son environnement, la création d'aires protégées s'est imposée au cours du XXe siècle.
Le statut spécial en vigueur en Vallée d'Aoste prévoit une section autonome du Corps forestier d'État, jouissant d'une large possibilité d'autogestion. Cela permet aux autorités régionales un contrôle très approfondi du territoire, afin d'en garantir la protection et la sauvegarde.

### Parcs nationaux et naturels
Le parc national du Grand Paradis a été l'une des premières réserves naturelles d'Italie et exprime par antonomase la notion d'aire protégée, pour la valorisation et la sauvegarde des ressources environnementales. La richesse de sa flore et de sa faune attire aujourd'hui beaucoup de visiteurs.
Le parc naturel du Mont-Avic est un parc régional créé en 1989 dans le but de préserver l'écosystème de la vallée de Champdepraz, encore vierge, de la présence humaine et du tourisme de masse.

### Jardins botaniques alpins
Les jardins botaniques alpins sont les suivants :
- le jardin alpin Chanousia, au col du Petit-Saint-Bernard ;
- le jardin alpin Saussurea, au pavillon du mont Fréty, en amont de Courmayeur, dans le massif du Mont-Blanc ;
- le jardin alpin Paradisia, près du hameau de Valnontey ;
- le jardin alpin du château Savoie, près du château Savoie à Gressoney-Saint-Jean.

### Réserves naturelles

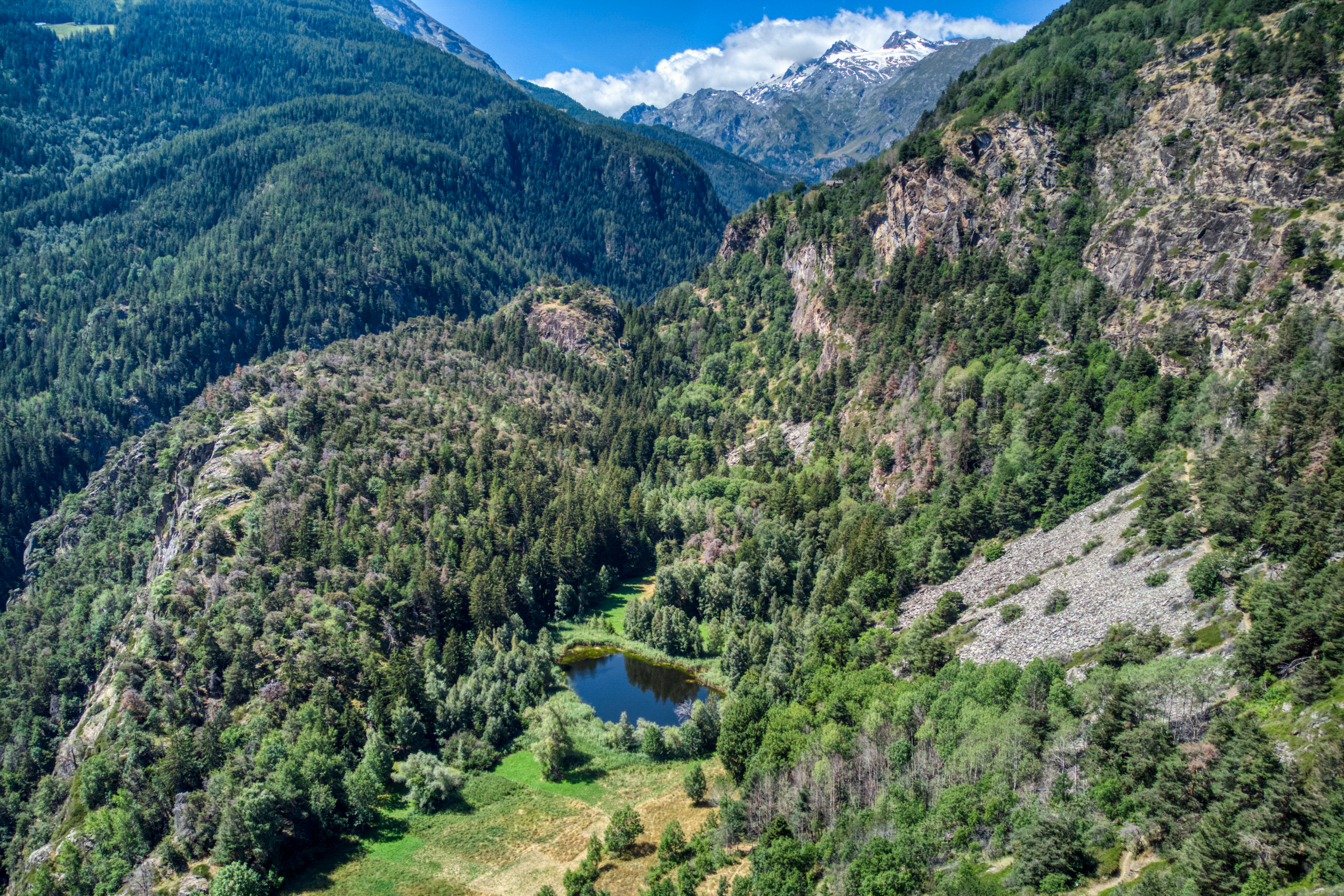
La réserve naturelle de Lolair.

Sur le territoire ont été créées des réserves naturelles régionales :
- la réserve naturelle de la Côte de Gargantua : pour la protection d'une moraine latérale du glacier qui creusa la vallée de la Doire Baltée. Son nom dérive d'une légende locale, selon laquelle un gros orteil de Gargantua est enterré sous la moraine ;
- la réserve naturelle du Lac de Ville : pour la protection du lac du même nom dans la commune de Challand-Saint-Victor, et de sa faune ;
- la réserve naturelle des Îles : située à la confluence entre le torrent Saint-Marcel et la Doire Baltée ;
- la réserve naturelle de Lolair : dans la commune d'Arvier, à l'entrée du Valgrisenche ;
- la réserve naturelle de Lozon : pour la protection d'un lac situé sur un terrasse naturelle à 1 520 mètres, dans la commune de Verrayes ;
- la réserve naturelle du Marais : comprenant une portion de la Doire Baltée entre Morgex et La Salle ;
- la réserve naturelle du mont Mars : pour la protection d'une partie du versant valdôtain du mont Mars ;
- la réserve naturelle de l'étang de Holay : une aire humide dans la commune de Pont-Saint-Martin ;
- la réserve naturelle de Tzatelet : à la confluence entre le Valpelline et la vallée centrale ;
- la réserve naturelle régionale des Montagnayes.

### Arboretums et parcs monumentaux
- Parc « Abbé Joseph-Marie Henry », à Courmayeur (lieu-dit Plan Gorret) ;
- Arboretum « Abbé Pierre-Louis Vescoz », à Verrayes (lieu-dit Pointys) ;
- Arboretum « Borna di laou », à Verrès (lieu-dit Saint-Gilles) ;
- Parc du château Passerin d'Entrèves, à Châtillon (entrée rue Gervasone) ;
- Arboretum « Lo parque d'Euntrebeun », sur la colline d'Aoste (lieu-dit Entrebin).

## Géographie anthropique
Le territoire de la Vallée d'Aoste est subdivisé en huit « unités de communes », ayant pour but la sauvegarde et le développement des richesses et des particularités culturelles, linguistiques et environnementales :
1. L’unité des communes valdôtaines du Valdigne - Mont-Blanc, pour les communes du Valdigne ;
2. L’unité des communes valdôtaines du Grand-Paradis, qui regroupe les vallées du Grand Paradis ;
3. L’unité des communes valdôtaines du Grand-Combin, pour les communes du Valpelline et de la vallée du Grand-Saint-Bernard ;
4. L’unité des communes valdôtaines du Mont-Émilius, pour les communes de la plaine d'Aoste (sauf Aoste) et limitrophes ;
5. L’unité des communes valdôtaines du Mont-Cervin, qui regroupe les communes du Valtournenche et limitrophes ;
6. L’unité des communes valdôtaines de l'Évançon, pour les communes du val d'Ayas et limitrophes ;
7. L’unité des communes valdôtaines du Mont-Rose, qui regroupe les communes de la basse vallée du Lys, de la vallée de Champorcher et de la plaine de Donnas ;
8. L’unité des communes valdôtaines Walser, pour les communes « walser » de la haute vallée du Lys.